# El Punt Avui
El Punt Avui is een Catalaans dagblad, uitgegeven door de uitgeverij Hermes Comunicacions in Girona. Het heeft een ruim net van correspondenten in de Catalaanse landen, met inbegrip van de Rosselló. Het blad heeft een centrumlinkse oriëntering.
De nieuwe titel verscheen voor het eerst op 31 juli 2011. Hij gaat terug op twee oudere dagbladen, Avui uit Barcelona uit 1976 en El Punt, opgericht als El Punt Diari in 1979. Die twee Catalaanse dagbladen werden beide kort na het overlijden van dictator Francisco Franco (1939-1975) opgericht. Voordien was dit wegens de pro-Spaanse politiek van het autocratische regime onmogelijk.
Op 27 november 2009 heeft de uitgeverij Hermes 100% van de aandelen van de Corporació Catalana de Comunicació, uitgever van Avui opgekocht. Zo ontstond de grootste persgroep van het Catalaanse taalgebied. Naast besparingen en 49 ontslagen moet de fusie van de titels ertoe bijdragen dat de nieuwe titel het op twee na grootste Catalaanse dagblad wordt, na de twee tweetalige bladen El Periódico en La Vanguardia. In juni 2015 verhuisde de redactie naar nieuwe kantoren in de Carrer Güell, waar ze nu ook een eigen televisiestudio heeft, daar El Punt Avui evolueert in de richting van een multimedia-publicatie, waarbij de klassieke gedrukte krant slechts een van de producten is. In 2015 stelt de persgroep ongeveer honderdzestig mensen te werk.
Het blad kan rekenen op de medewerking van enkele gerenommeerde columnisten, zoals Isabel-Clara Simó i Monllor, Alfred Bosch i Pascual en Salvador Cardús i Ros, en cartoonisten zoals Jordi Soler i Font, Picanyol en vele anderen.

## Wekelijkse bijlagen
- L'Econòmic
- Presència
- Cultura
- L'Esportiu
- Barça Kids

Lijst van dagbladen